# Gressan
Gressan – miejscowość i gmina we Włoszech, w regionie Dolina Aosty.
Według danych na styczeń 2009 gminę zamieszkiwały 3232 osoby przy gęstości zaludnienia 127 os./1 km².